# Karolina Karlovna Pavlova
Karolina Karlovna Pavlova, född Jänisch, född 10 juli 1810, död 14 december 1893, var en rysk-tysk författare.
Efter en förälskelse i den polske poeten Adam Mickiewicz gifte sig Pavlova med den ryske författaren Nikolai Pavlov. Pavlova, som skrev på tyska, franska och ryska, har haft betydelse som tolk av ryska diktverk på tyska och tyska på ryska. Bland hennes på ryska författade dikter märks främst balladen Festen i Trianon, ett samtal mellan Mirabeau och Cagliostro.